# Blaues Pferd I
Blaues Pferd I ist der Bildtitel eines Gemäldes von Franz Marc (1880–1916). Es gehört zu den bekanntesten Bildern des Malers und ist Bestandteil der Sammlung der Städtischen Galerie im Lenbachhaus in München.
Das Bild war Teil mehrerer Ausstellungen, die Wassily Kandinsky und Franz Marc unter der Bezeichnung Der Blaue Reiter ab Ende 1911 bis zum Beginn des Ersten Weltkriegs im Jahr 1914 der Öffentlichkeit präsentierten.

## Geschichte

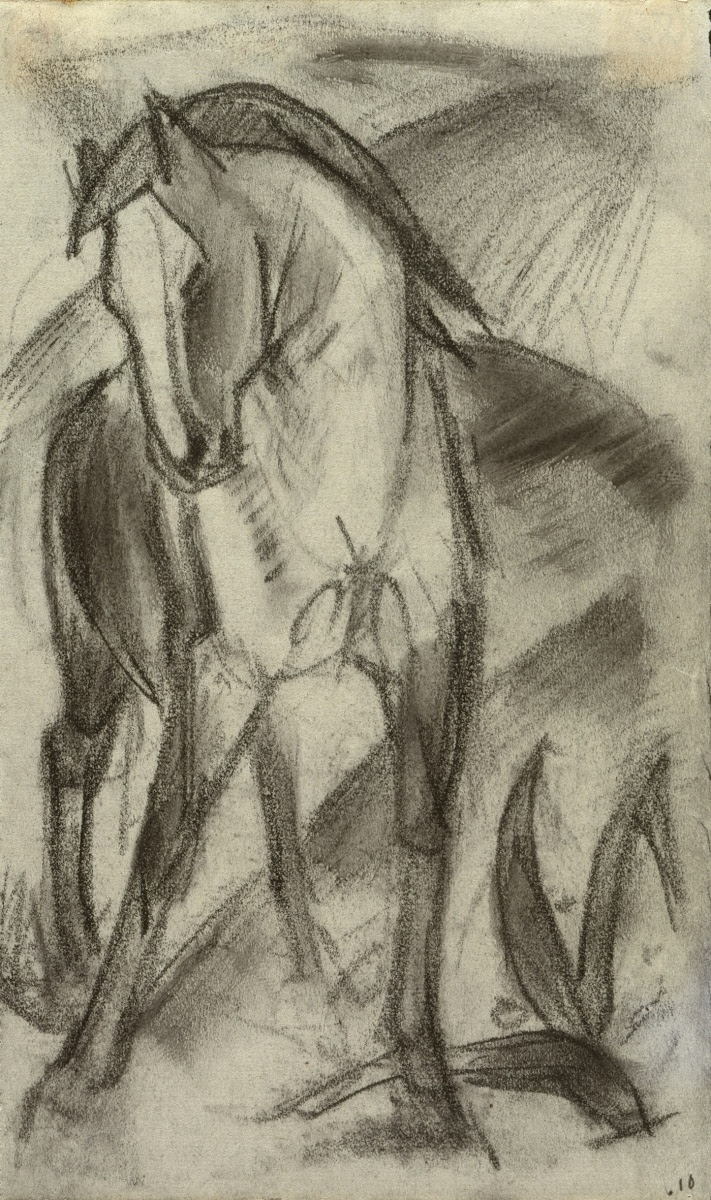
Junges Pferd in Berglandschaft, 1911

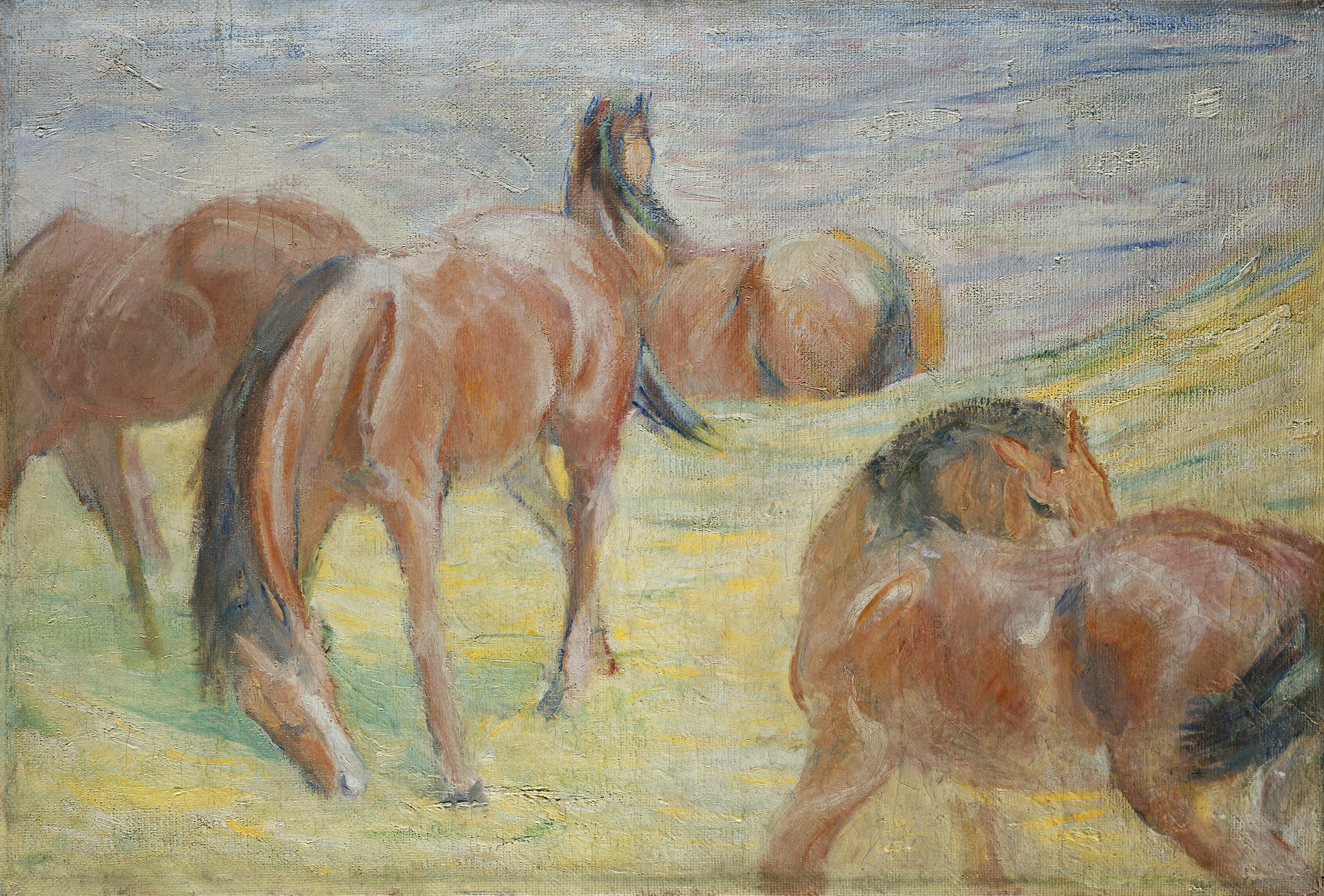
Weidende Pferde I, 1910

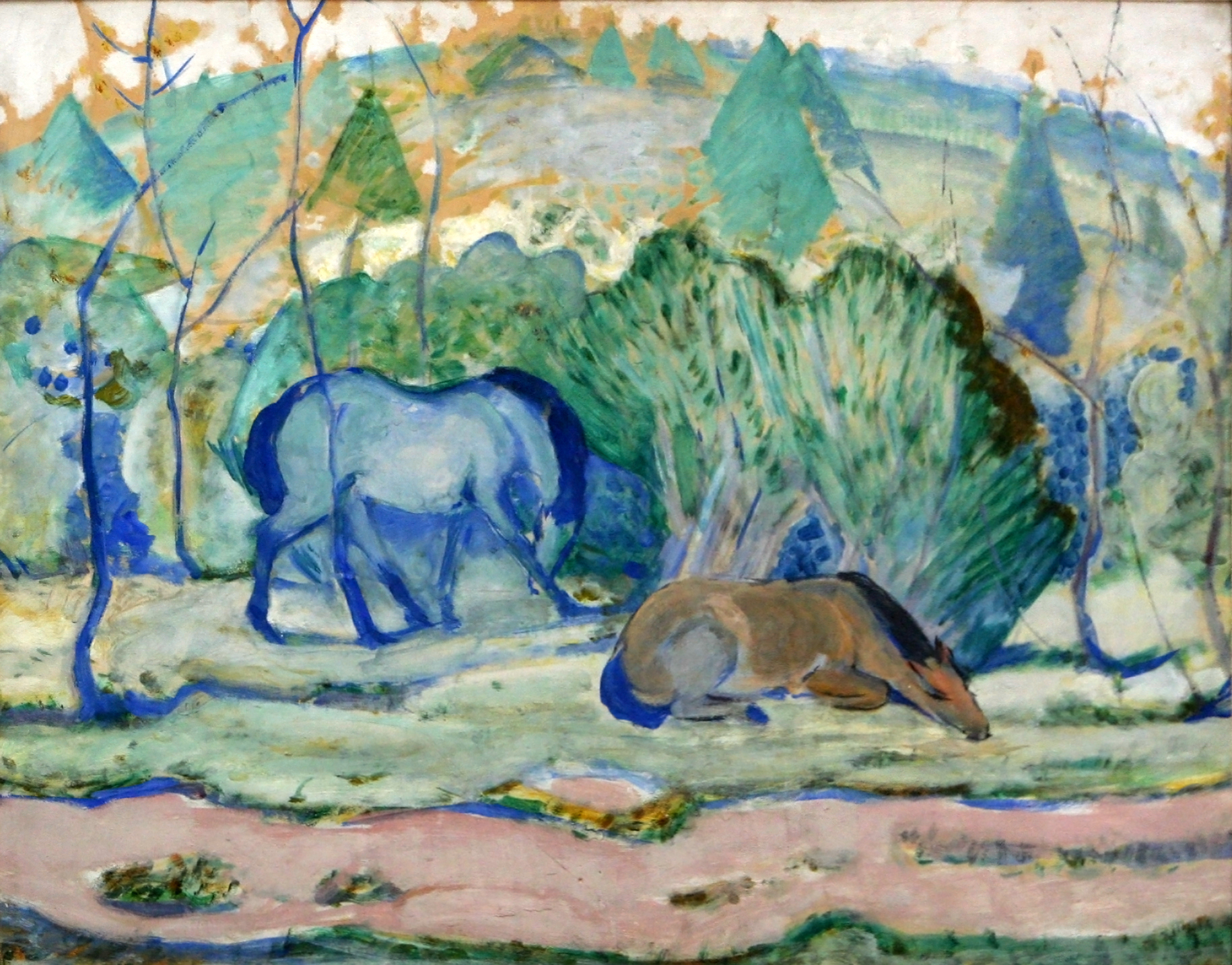
Pferde auf der Weide, 1910

1911 zeichnete Marc in sein Skizzenbuch Nr. XXIV eine etwa postkartengroße Bleistiftzeichnung mit dem Titel Junges Pferd in Berglandschaft, die bereits die Bildkomposition des späteren Gemäldes zeigt. Noch in demselben Jahr übertrug er die Skizze detailgetreu in ein großes Ölgemälde.
Die blaue Farbe steht in der Farbtheorie Marcs und des Blauen Reiters für das geistige Prinzip. Nach dem Kunsthistoriker und Marc-Spezialisten Klaus Lankheit dringt Marc mit diesem Bild endgültig von der natürlichen „Erscheinungsfarbe“, wie er sie beispielsweise noch in seinem 1910 entstandenen Gemälde Weidende Pferde I und auch noch in dem bereits ein in blau gemaltes Pferd zeigenden Gemälde Pferde auf der Weide  aus demselben Jahr verwendet hatte, zur „Wesensfarbe“ vor.
Das Bild blieb zunächst unverstanden und wurde belächelt oder sogar bespuckt. Es war Bestandteil der Privatsammlung von Bernhard Koehler, der Franz Marc finanziell unterstützte und als Gegenleistung dafür Bilder des Malers erhielt. Er vererbte seine Sammlung 1927 an seinen ebenfalls Bernhard heißenden Sohn. Nach dessen Tod gelangte das Bild im Rahmen der Bernhard-Koehler-Stiftung 1965 durch Schenkung an die Städtische Galerie im Lenbachhaus und wurde dort ausgestellt. Dadurch erlangte es erst eine größere Bekanntheit. Mittlerweile gehört es als beliebtes Poster- und Postkartenmotiv zu den am häufigsten reproduzierten Gemälden der jüngeren Kunstgeschichte.

## Beschreibung
Das Bild ist 112 cm hoch und 84,5 cm breit. Es wurde mit Ölfarbe auf Leinwand gemalt.
Fast die gesamte Höhe des hochformatigen Bildes nimmt ein in blauer Farbe gemaltes Fohlen ein, das dem Betrachter zugewandt ist und den Kopf leicht zur Seite geneigt hat. Der Oberkörper ist in hellem Blau mit weißen Stellen gehalten, während Hufe und Mähne in dunklem Marineblau gemalt sind.
Die Landschaft, in die das Fohlen hineingesetzt ist, wird von starken Kontrasten zueinander komplementärer Farben beherrscht, die teilweise scharf voneinander abgegrenzt sind. Der Vordergrund ist in Zinnoberrot und Hellgrün gehalten, kräftige dunkelgrüne Pinselstriche deuten eine Vegetation an. Die im Hintergrund angedeutete Hügellandschaft geht von Karminrot über Gelb, Violett und Blau zu Orange am oberen Bildrand über.

## Weitere blaue Pferde

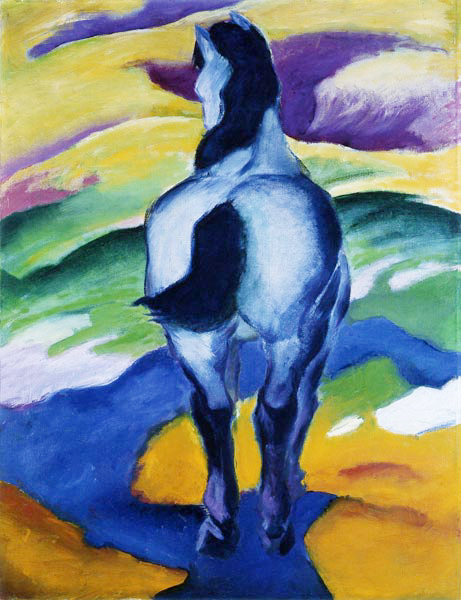
Blaues Pferd II, 1911

Das Motiv des blauen Pferdes griff Franz Marc auch in weiteren Bildern auf, unter anderem in
- Blaues Pferd II, 1911
- Die großen blauen Pferde, 1911
- Die kleinen blauen Pferde, 1911
- Rotes und blaues Pferd, 1912
- Blaues Pferdchen, 1912
- Blaue Fohlen, 1912
- Träumendes Pferd, 1913
- Zwei blaue Pferde, 1913
- Die blauen Fohlen, 1913
- Der Turm der blauen Pferde, 1913

## Sonstiges

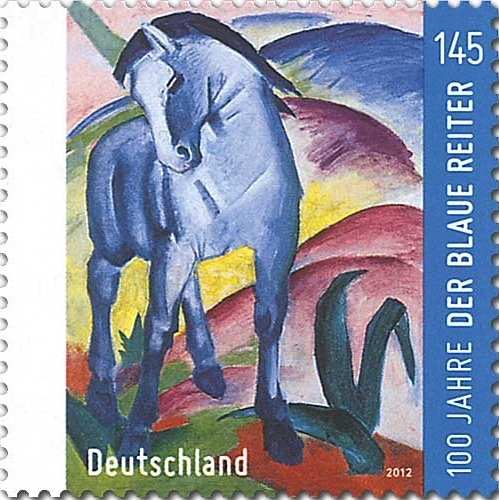
Briefmarke 100 Jahre Blauer Reiter

Am 9. Februar 2012 gab die Deutsche Post AG anlässlich des 100. Jahrestags des Blauen Reiters eine Sondermarke im Wert von 145 Eurocent mit dem Motiv des Gemäldes heraus.

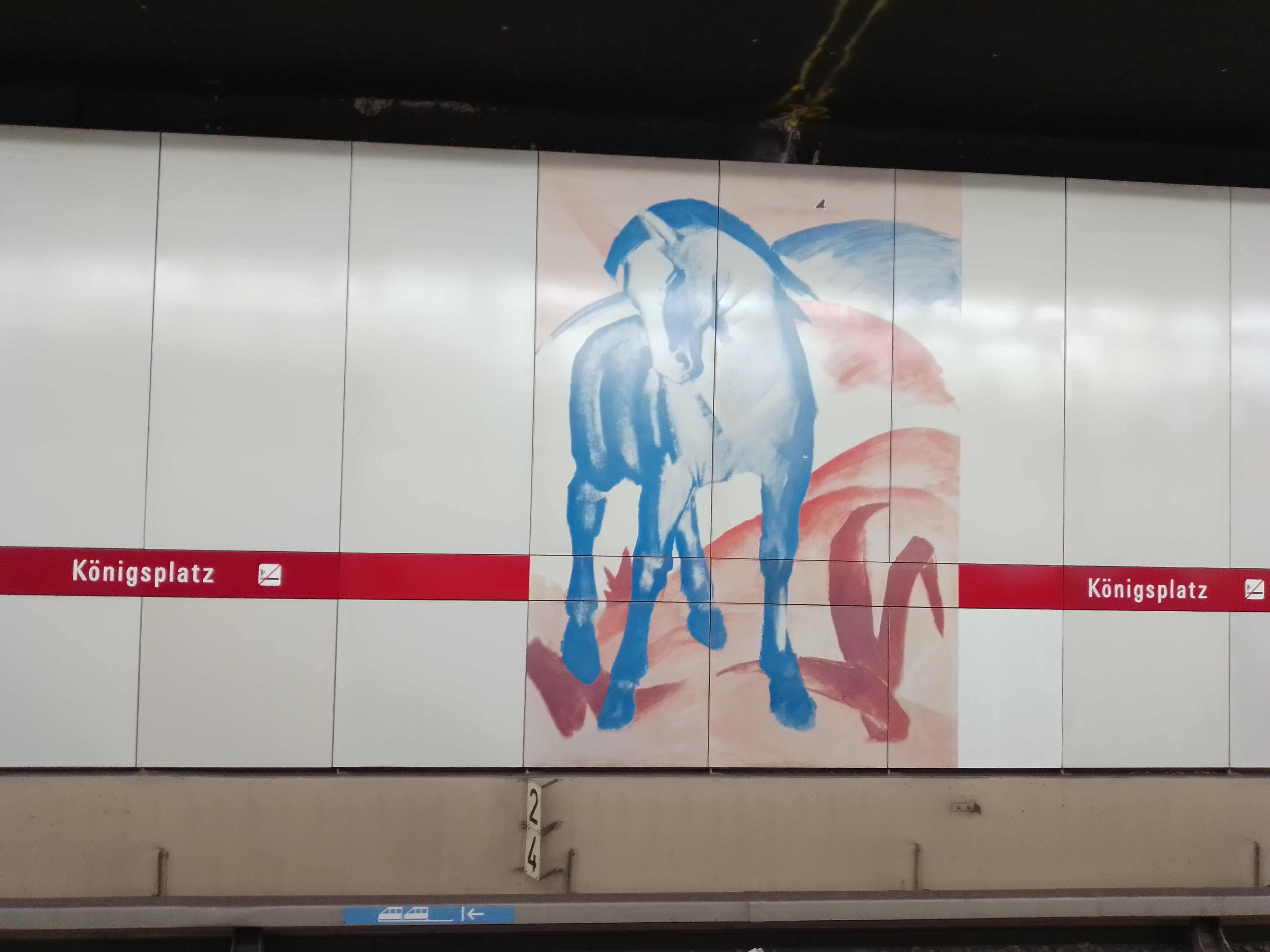
U-Bahnhof Königsplatz, München

Ein Bild an der Wand des Münchner U-Bahnhofs Königsplatz zeigt Franz Marcs Gemälde ebenso.